# Chirnside Railway Bridge
Die Chirnside Railway Bridge ist eine ehemalige Eisenbahnbrücke in der schottischen Ortschaft Chirnsidebridge in der Council Area Scottish Borders. 1997 wurde das Bauwerk in die schottischen Denkmallisten in der Denkmalkategorie B aufgenommen. Sie ist nicht zu verwechseln mit der nahegelegenen Chirnside Bridge.

## Geschichte
Die Chirnside Railway Bridge wurde im Zuge der Einrichtung der Berwickshire Railway zur Querung des Whiteadder Water erforderlich. Planer war vermutlich John Miller. Ein kurzes Stück unterhalb des Bahnhofs Chirnside gelegen, wurde sie 1849 im Zuge der Freigabe des ersten Teilstücks der die East Coast Main Line in Reston mit der Waverley Line in St Boswells verbindenden Bahnstrecke in Dienst gestellt. Im September 1951 wurde zunächst der Passagierverkehr, dann 1965 auch der Güterverkehr auf der Strecke eingestellt und diese schließlich abgetragen.

## Beschreibung
Der Mauerwerksviadukt überspannt das Whiteadder Water am Südrand von Chirnsidebridge direkt neben der 1842 errichteten Chirnside Bridge Paper Mill. Die Bogenbrücke überspannt den Fluss mit fünf ausgemauerten Rundbögen. Ihr Mauerwerk besteht aus cremefarbenem Sandstein und ist entlang der Pfeiler als rustiziertes Bossenwerk ausgeführt. Niedrige Brüstungen flankieren das Gleis. Auf Höhe des Brückdecks verläuft ein ornamentiertes Zierband. Die Chirnside Railway Bridge überspannt die Grenze zwischen den Civil Parishs Chirnside und Edrom.